# Mostuea muricata
Mostuea muricata är en tvåhjärtbladig växtart som beskrevs av Marcos Sobral och Lucia Rossi. Mostuea muricata ingår i släktet Mostuea och familjen Gelsemiaceae. Inga underarter finns listade i Catalogue of Life.